# غاريت إم. فيتزجيرالد
غاريت إم. فيتزجيرالد هو سياسي أمريكي، ولد في 21 مايو 1806، وتوفي في 24 سبتمبر 1859. نشط حزبياً في الحزب الديمقراطي. وقد انتخب عضو جمعية ولاية ويسكونسن ‏.